# Zschokkella mugilis
Zschokkella mugilis is een microscopische parasiet uit de familie Myxidiidae. Zschokkella mugilis werd in 1993 beschreven door Sitjá-Bobadilla & Alvarez-Pellitero. 